# Gran Premio Bruno Beghelli 2009
Il Gran Premio Bruno Beghelli 2009, quattordicesima edizione della corsa in linea maschile di ciclismo su strada, si svolse il 11 ottobre 2009, per un percorso totale di 190 km. Venne vinto dallo spagnolo Francisco José Ventoso che terminò la gara in 4h12'08".

## Squadre partecipanti
| N.      | Cod. | Squadra           |
| ------- | ---- | ----------------- |
| 1-8     | SIL  | Silence-Lotto     |
| 11-18   | LAM  | Lampre-N.G.C.     |
| 21-28   | LIQ  | Liquigas          |
| 31-38   | KAT  | Team Katusha      |
| 41-48   | AST  | Astana            |
| 51-58   | THR  | Team HTC-Columbia |
| 61-68   | RAB  | Rabobank          |
| 71-78   | MRM  | Team Milram       |
| 81-88   | SAX  | Team Saxo Bank    |
| 91-98   | QST  | Quick Step        |
| 101-108 | ALM  | AG2R La Mondiale  |
| 111-118 | FUJ  | Fuji-Servetto     |

| N.      | Cod. | Squadra                          |
| ------- | ---- | -------------------------------- |
| 121-128 | LPR  | LPR Brakes-Farnese Vini          |
| 131-138 | FLM  | Ceramica Flaminia-Bossini Docce  |
| 141-148 | ISD  | ISD-Neri                         |
| 151-158 | CSF  | CSF Group-Navigare               |
| 161-168 | BAR  | Barloworld                       |
| 171-178 | ASA  | Acqua & Sapone-Caffè Mokambo     |
| 181-188 | SDA  | Serramenti Diquigiovanni-Androni |
| 191-198 | CMO  | Carmiooro-A-Style                |
| 201-208 | CZP  | Centri della Calzatura           |
| 211-218 | AMO  | Amore & Vita-McDonald's          |
| 221-228 | MIE  | Miche-Silver Cross-Selle Italia  |

## Ordine d'arrivo (Top 10)
| Pos. | Corridore             | Squadra     | Tempo    |
| ---- | --------------------- | ----------- | -------- |
| 1    | Francisco Ventoso     | Carmiooro   | 4h12'08" |
| 2    | Giovanni Visconti     | ISD-Neri    | s.t.     |
| 3    | Enrico Rossi          | C. Flaminia | s.t.     |
| 4    | Luca Paolini          | Acqua & S.  | s.t.     |
| 5    | Dario Cataldo         | Quick Step  | s.t.     |
| 6    | Luca Mazzanti         | Katusha     | s.t.     |
| 7    | Krzysztof Szczawinski | Miche       | s.t.     |
| 8    | Andrea Moletta        | Miche       | s.t.     |
| 9    | Damiano Cunego        | Lampre      | s.t.     |
| 10   | Daniele Callegarin    | Calzatura   | s.t.     |